# Joan Masdéu
Pour les articles homonymes, voir Masdéu.
Joan Masdéu i Pallarols (30 septembre 1974, Reus, Catalogne) est un compositeur, chanteur, guitariste et acteur catalan.
Masdéu a commencé sa carrière musicale avec Terrat 26 et après avec le groupe Whiskyn's pendant 17 ans (1992-2009). Actuellement il ne forme pas partie d'aucun groupe.

## Discographie

### Avec Whiskyn's
- Maqueta (1992)
- Whisky'ns cullons (1994)
- Toc al dos (1996)
- Lila (1997)
- De la nit al dia (1999)
- Lluny (2001)
- On (2004)
- Souvenirs (2005)
- Reus-París-Londres (2007)

### Seul
- Casa Murada (2011)
- Dissabte (2014)

## Liens
- Site officiel